# Kulm (Gemeinde Eberau)
Der Ort Kulm im Burgenland ist eine Ortschaft der Gemeinde Eberau mit 118 Einwohnern. Der ungarische Name lautet Kólom und der kroatische Kulma.
Die Katastralgemeinde Kulm war bis zum 31. Dezember 1970 eine eigenständige Gemeinde. Durch das Gemeindestrukturverbesserungsgesetz kam es mit Wirksamkeit 1. Jänner 1971 zu einem Zusammenschluss der Gemeinden Eberau, Gaas, Kroatisch-Ehrensdorf, Kulm, Oberbildein, Unterbildein und Winten zur Großgemeinde Eberau. Während alle anderen Orte bei Eberau verblieben, trennten sich Oberbildein und Unterbildein 1993 wieder von Eberau und bildeten die neue Gemeinde Bildein.
Kulm liegt als längsförmiges Schmalangerdorf an der Pinkataler Weinstraße. Am Anger befinden sich traufständige Streckhöfe aus dem 19. Jahrhundert, die zum Teil bereits stark verändert wurden. Ein ehemaliges Paulinerkloster, von 1460 bis 1482 erbaut, existiert nicht mehr. Das Kellerviertel Szentpéterfa (deutsch Prostrum) mit Weinkellern liegt auf ungarischem Staatsgebiet und ist verfallen.
Die Filialkapelle Heilige Dreifaltigkeit mit Glockenturm wurde 1821 errichtet. Am nördlichen Ortsende steht eine Antoni-Säule aus dem Jahre 1725.

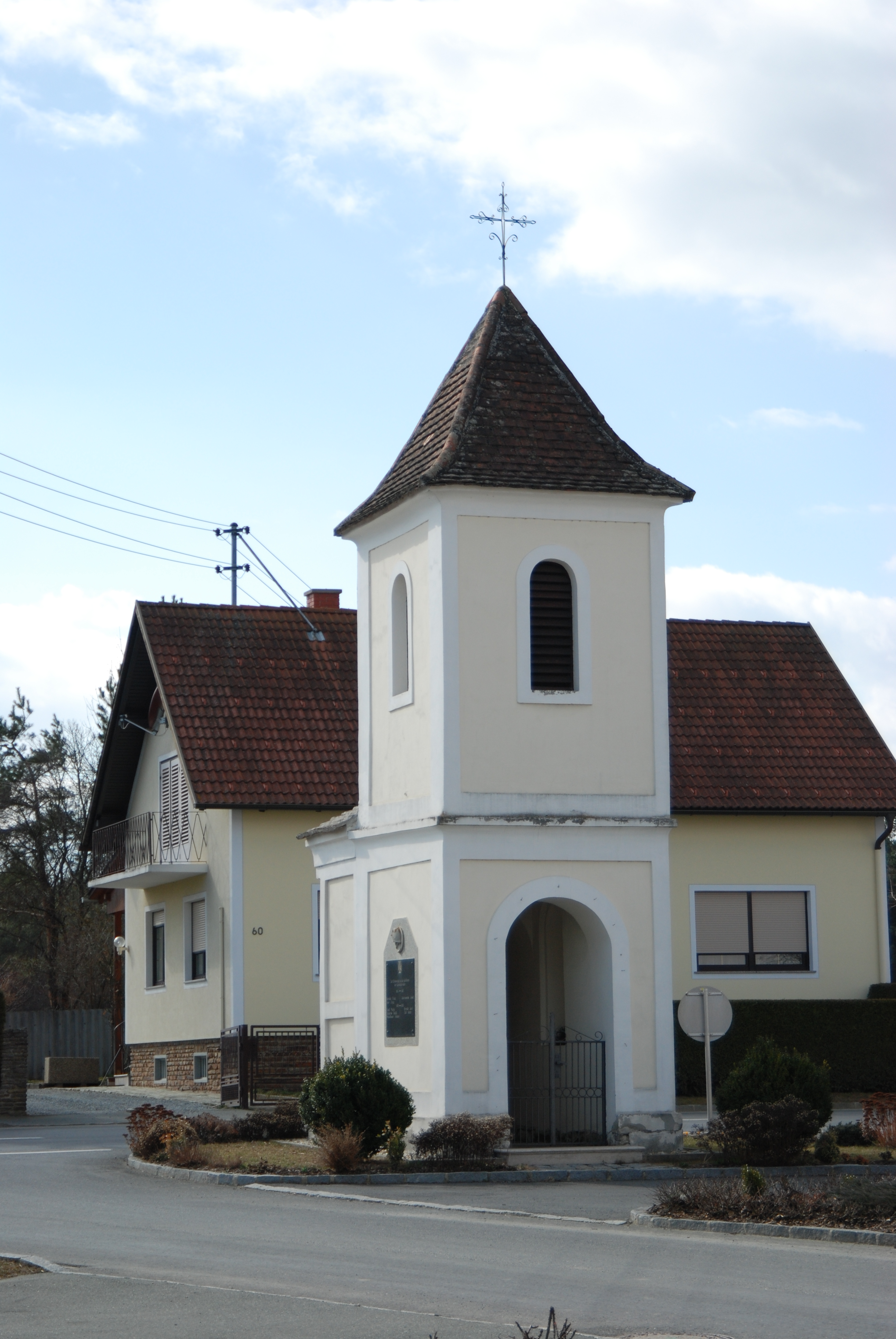
Kapelle Kulm